# Jean Tharaud
Jean Tharaud (9. maj 1877 i Saint-Junien – 8. april 1952 i Paris) var en fransk forfatter, der i 1906 fik Goncourtprisensammen med sin bror Jérôme for romanen Dingley, l'illustre écrivain.